# Naranjo de Bulnes
Naranjo de Bulnes (ast. Picu Urriellu) – jeden ze szczytów w masywie Picos de Europa. Leży w hiszpańskich Górach Kantabryjskich. Szczyt jest bardzo popularny wśród wspinaczy ze względu na 500-metrową prawie pionową ścianę.